# NGC 3173
NGC 3173 é uma galáxia espiral (Sc) localizada na direcção da constelação de Antlia. Possui uma declinação de -27° 41' 36" e uma ascensão recta de 10 horas, 14 minutos e 35,0 segundos.
A galáxia NGC 3173 foi descoberta em 24 de Março de 1835 por John Herschel.